# یوستوس فیشر
یوستوس فیشر (آلمانی: Justus Fischer؛ زادهٔ ۶ فوریهٔ ۲۰۰۳) بازیکن هندبال اهل آلمان است.